# Distrito electoral de Southern (Illinois)
Southern (en inglés: Southern Precinct) es un distrito electoral ubicado en el condado de Williamson en el estado estadounidense de Illinois. En el Censo de 2010 tenía una población de 3273 habitantes y una densidad poblacional de 33,38 personas por km².

## Geografía
Southern se encuentra ubicado en las coordenadas 37°38′39″N 88°59′20″O / 37.64417, -88.98889. Según la Oficina del Censo de los Estados Unidos, Southern tiene una superficie total de 98.07 km², de la cual 91.88 km² corresponden a tierra firme y (6.3%) 6.18 km² es agua.

## Demografía
Según el censo de 2010, había 3273 personas residiendo en Southern. La densidad de población era de 33,38 hab./km². De los 3273 habitantes, Southern estaba compuesto por el 83.9% blancos, el 12.71% eran afroamericanos, el 1.71% eran amerindios, el 0.24% eran asiáticos, el 0% eran isleños del Pacífico, el 0.79% eran de otras razas y el 0.64% pertenecían a dos o más razas. Del total de la población el 3.85% eran hispanos o latinos de cualquier raza.